# Conizonia mounai
Conizonia mounai är en skalbaggsart som beskrevs av Gianfranco Sama 2005. Conizonia mounai ingår i släktet Conizonia och familjen långhorningar. Inga underarter finns listade i Catalogue of Life.